# عبد القادر عياش
عبد القادر عيّاش (1911- 1974 م) باحث ومؤرِّخ سوري، وأديب وصَحَفي، ومحام وقاضٍ. نشر أكثر من مئة بحث وورسالة عن وادي الفرات عامةً ودير الزَّوْر خاصةً، وتُعَدُّ مؤلفاته مصدراً علمياً ومرجعاً أساسياً لكل باحث أو دارس، فلا يمكن أن تقرأ كتاباً يتناول موضوعاً عن وادي الفرات وأهله إلا وتجده مستشهداً بجزء أو فقرة من كتاباته.

## نسبه
ولد عبد القادر عيّاش في مدينة دير الزور عام 1911 لآل العيّاش، من فخذ البو عبيد من قبيلة البقارة، التي يرجع نسبها إلى الإمام محمد الباقر أحد أحفاد أمير المؤمنين علي بن أبي طالب.  والده عيّاش الحاج حسين من كبار الزعماء والملاكين والتجَّار، ووالدته السيدة قمرة عبود الحسن أخت حج فاضل العبود رئيس حكومة دير الزور عام 1918.

## نشأته وحياته

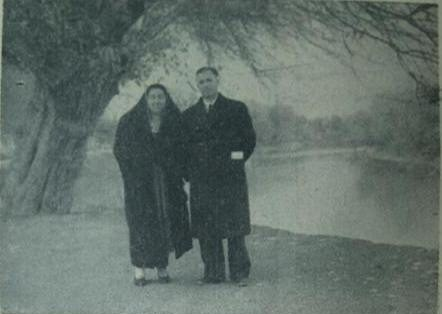
الأستاذ عبد القادر العياش وزوجته مديحة العايش على ضفاف نهر الفرات.

نشأ عبد القادر عيّاش في أسرة عريقة في نسبها وثرائها، عمل والده عيّاش الحاج مع أخوته في التجارة والزراعة وتفرغ هو للدراسة، تعلم في البداية لدى الكتّاب ثم تابع تحصيله العلمي في بيروت وحصل على الشهادة الابتدائية.
في أوائل عام 1925، تعرضت أسرته بكاملها لبطش السلطات العسكرية الفرنسية بعد أن اتهمتهم بالتحضير لثورة وادي الفرات تزامناً مع اندلاع الثورة السورية الكبرى في جبل العرب وغوطة دمشق، حيث تعرضت القوات الفرنسية لعدة عمليات عسكرية من قبل مجموعات مسلحة من أهالي وادي الفرات أدت إلى مقتل العديد من جنودها وضباطها وكان أخرها مقتل ضابطين فرنسيين برتبة مقدم هما (فاينير وفيسكوكي) مع سائقهم الفرنسي في عين البوجمعة.
وإمعاناً بالتشفي والانتقام وبعد أن وجهت سلطات الاستعمار الفرنسي التهم إلى كل من محمد العيّاش ومحمود العيّاش بتزعم هذ الجماعات وقيادتها، أصدر المفوض السامي الفرنسي في بيروت موريس بول ساراي قراراً برقم 49 اس/ 5 آب 1925 بنفي جميع أفراد أسرة عيّاش الحاج إلى مدينة جبلة وحكم على محمود العيّاش مع اثنا عشر ثائراً من رفاقه بالإعدام وتم تنفيذ حكم الإعدام رمياً بالرصاص في 15 أيلول 1925 في مدينة حلب، كما حكم على محمد العيّاش بالسجن لمدة 20 عاماً في جزيرة أرواد في محافظة طرطوس.
غادر العيّاش مع افراد عائلته إلى منفاهم في مدينة جبلة، وكانت العائلة موضع احترام من قبل أهالي جبلة تقديراً لرجولتهم ونضالهم ومزاياهم الفاضلة، ولم تنته نوائب الأستاذ عبد القادر عيّاش فقد استغلت السلطات الفرنسية تردد والده عيّاش الحاج على مقهى خارج مدينة جبلة ودبرت من دس له السم في قهوته، ومانعت السلطات الفرنسية من نقل جثمانه إلى دير الزور، لأسباب تتعلق بالأمن العام، ودفن في جبلة في مقبرة جامع السلطان إبراهيم الأدهم، ليتنفس الفرنسيون الصعداء بعد وفاته، لأن الحوادث التي كانت تقع في منطقة الفرات، كانت تجري برأيه وأمره وهو في منفاه، وأقيمت صلاة الغائب على روح هذا المجاهد الشهيد في كافة البقاع السورية. بقيت عائلة عيّاش الحاج في مدينة جبلة حتى صدور قرار العفو الفرنسي عام 1929 وعادوا بعدها إلى مدينة دير الزور.
وبرغم الألم والمعاناة، أكمل عبد القادر عيّاش دراسته والتحق بالمدرسة الإنجيلية الوطنية في حمص وحصل منها على الشهادة المتوسطة ثم التحق بالمعهد العربي الفرنسي (اللاييك) بدمشق ونال الشهادة الثانوية عام 1932، ثم تابع دراسته الجامعية في كلية الحقوق بجامعة دمشق ونال إجازة الحقوق عام 1935.
وفي عام 1936 تزوج من ابنة عمه السيدة مديحة ابنة الوزير محمد بك العايش وقد رزق بثلاثة أولاد ذكور هم: فاروق، غازي، عبد العزيز وأربع بنات هن: فرات، جلاء، سناء، وفاء وقد توفيت زوجته سنة 1963.

يتحدث عبد القادر عيّاش عن حياته فيقول: 
| عبد القادر عياش | منذ نيف وأربعين سنة جعلتني النوائب هدفاً لها وما زالت تستهدفني دون أن تهادنني مات أبي في منفاه سنة 1926 وأنا صغير ورمى الفرنسيون أخي برصاصهم ونفيت مع أسرتي أربع سنوات، وفجعت بأخوتي الكبار الخمسة واحداً بعد واحد وبشقيقتي الكبرى وسجنت في قضايا وطنية وفكرية واضطهدت وغمطت ورزئت بموت زوجتي أماً لسبعة أولاد. | عبد القادر عياش |

## عمله
عُين عبد القادر عيّاش عام 1936 قاضياً عقارياً في حلب، ثم انتقل إلى معرة النعمان، ثم إلى دير الزور، ثم إلى دمشق قاضياً مفسراً، وفي عام 1941 عين مديراً لمنطقة الباب في حلب قضى فيها سنتين ثم انتقل إلى سلمية، استقال من الوظيفة عام 1943، وعاد إلى ممارسة المحاماة في دير الزور وإلى جانب المحاماة عين محامياً لقضايا الدولة عدة سنوات، كما عين عضواً في المجلس البلدي في دير الزور عام 1944.

## نشاطه الأدبي والثقافي والتاريخي
كانت بداية النشاط الأدبي الثقافي والتاريخي للأستاذ عبد القادر عيّاش عام 1944 حيث أسس نادي البيت الثقافي في أحد بيوت العائلة وعلى نفقته وكان يلقي فيه محاضراته الأدبية والتاريخية ووجه دعوة لمعظم مثقفي الفرات آنذاك،  وكان بين المدعوين الشاعر محمد الفراتي الذي ألقى قصيدة في المناسبة مطلعها:
في العام 1945 أسس على نفقته مجلة صوت الفرات وهي أول مجلة ثقافية شهرية تصدر في ديرالزور وكانت مقالاتها تعرف بحضارة وادي الفرات وتاريخ مدنه ووصف اقتصاده وتدوين تراثه الشعبي وابرازه، وفي زمن حسني الزعيم عام 1948 أغلقت السلطات السورية النادي الثقافي كما أغلقت المجلة لغترة من الزمن، ثم عادت للصدور مستمرة في نهجها الثقافي والاجتماعي وعرض واقع المحافظة من جميع جوانبه، واستطاعت أن تكون المجلة الوحيدة التي تختص بوادي الفرات وقد استمرت المجلة في عطائها حتى عام 1967.
في عام 1957 أسس متحف التقاليد الشعبية في دير الزور على نفقته الخاصة وكان أول متحف في المنطقة الشرقية في سورية،  حيث كان يقوم بجمع وحفظ القطع التي تخص نمط الحياة التقليدية في مدينة دير الزور، ويحوي المتحف وثائق خطية وصوراً فوتوغرافية ومخطوطات أثرية ودراسة مخطوطة تتناول تاريخ المدينة وفنونها الشعبية ولهجتها وألعابها المحلية، كما يحوي مجموعة كبيرة من ساعات الجيب القديمة والأختام والسبحات ومصنوعات من الخرز ومجموعة كبيرة من الآنية النحاسية والخشبية والخزفية ومجموعة من أدوات التدفئة، ومجموعة من أدوات صنع القهوة وشربها، ومجموعة من السلاح القديم، وأدوات الصيد، وقطع النقود المعدنية والورقية، ومجموعة من الحلي التقليدية بالإضافة إلى مكتبة كبيرة.
كما أسس جمعية العاديات في دير الزور وترأسها عام 1958، وترأس المجلس الأعلى لرعاية الفنون والآداب والعلوم الاجتماعية في الجمهورية العربية المتحدة عام 1961 وبقي فيه يناضل من أجل تدوين حضارة وادي الفرات حيث يقول فيه: «في الوقت الذي توجد المؤلفات والمصنفات العديدة عن وادي النيل ومدنه وخططه لا يوجد أي كتاب عن وادي الفرات وطلبت الاهتمام بإخراج كتيب عن الفرات للتعريف بحضارته»، وكان عضواً في اتحاد الكتاب العرب، والجمعية الجغرافية وجمعية الأبحاث العلمية في جامعة دمشق.
ولقد تجول عبد القادر عيّاش في أطراف وادي الفرات وقام بأبحاث ميدانية وعايش الأحداث، وتحسس روح العادات والتقاليد والأمثال فيه، مكرساً لذلك الكثير من وقته وجهده وماله، ولهذا عندما كتب ووصف فقد أحسن الكتابة والوصف، وعندما فسر واستنتج فقد أصاب وأفلح في التفسير والاستنتاج، وتمكن من الإحاطة بالأسباب والدوافع ومن الكشف عما صعب على غيره الكشف عنه من بواطن الأمور.

وتناولت أبحاثه عدة مجالات ومنها:

متحف التقاليد الشعبية في دير الزور الذي أسسه عبد القادر عيّاش عام 1957.

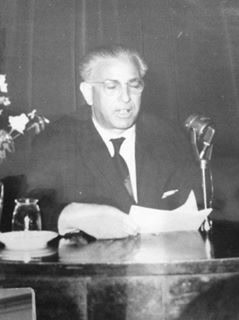
الأستاذ عبد القادر عيّاش.

- الآثار مثل (ماري عروس الفرات الأوسط، قلعة جعبر حصن الشام على الفرات).
- التاريخ مثل (الدولة العقيلية في وادي الفرات، لمحات تاريخية عن دير الزور، القرامطة في وادي الفرات).
- الشخصيات مثل (عبد الله بن طاهر، أبو فراس الحمداني، شخصيات من التاريخ الفراتي).
- الجغرافية العمرانية مثل (رأس العين مدينة الينابيع في الجزيرة الفراتية، الرقة كبرى المدن الفراتية القديمة من جزأين، دير الزور حاضرة وادي الفرات، حران مدينة العلم والادب).
- الديموغرافية والسكان مثل (السكن في وادي الفرات، وسائل النقل في وادي الفرات، تأخر دير الزور معالمه اسبابه نتائجه).
- المعتقدات الشعبية والفلكلور مثل (خرافة الخرز في دير الزور، الغناء الشعبي في وادي الفرات، بقايا تقديس الماء في وادي الفرات).
- العادات والتقاليد مثل (التحية والسلام في وادي الفرات، عبارات السلوك عند أبناء دير الزور، الدواوين والمقاهي والمجالس في دير الزور).
- الطبيعية مثل (غزال بادية الفرات، الازهار، طيور وادي الفرات، الموسوعة الفراتية البكر).

كما اصدر عبد القادر عيّاش عدداً من الدراسات والأبحاث والمقالات مثل (عشائر الفرات الأوسط، دراسة عن ترانيم الأطفال في دير الزور، أسماء الألعاب الشعبية في دير الزور) بالإضافة إلى إخراجه حلقات في (سلسلة تحقيقات فلكلورية من وادي الفرات)، بالإضافة إلى موضوع دراسة حضارة وادي الفرات عمد عبد القادر عيّاش إلى تأليف «معجم المؤلفين السوريين في القرن العشرين» حيث وافته المنية قبل استكماله، وقد استطاع أن يحصي فيه 1871 ترجمة لمؤلف سوري ما بين عام 1902 و 1974 تاريخ وفاته، بالإضافة إلى أعماله في حوالي ألفي صفحة، وقد صدرت الطبعة الأولى من هذا المعجم عام 1982 عن دار الفكر في دمشق.
ويدل تنوع المواضيع والمجالات التي تناولها عبد القادر عيّاش على شخصيته الفريدة في عالم المعرفة، فتارة يكون مهندساً في علم الزراعة ومرةً خبيراً في أبواب الفلك ومرة أخرى مختصاً في علم الجغرافية وأخرى ضليعاً في قضايا الفن وتاريخ الشعوب إلى غير ذلك، ففي حديثه عن التبغ يدرك القارئ السعة العلمية الكبيرة للكاتب من خلال حديثه عن الخصائص العلمية لهذا النبات حيث يقول: «التبغ نبات ينتمي إلى الفصيلة الباذنجانية ومعظم نباتات هذه الفصيلة استوائية وفي هذه الفصيلة 85 جنساً و 1800 نوعاً، ومن بين نباتات هذه الفصيلة (الفليفلة والبطاطا والباذنجان والبندورة)، ومن أنواعه (الصناعي والتزييني والبري)، ومعظمها موسمي صيفي وبعضها موسمي ومعمر سوقه ليفية مخشوشنة منتصبة أوراقه كاملة بسيطة متعاقبة زغبية النصال لزجة ازهراره طرفي يكثر فيه الشكل العنقودي»، إلى آخر ما هنالك من حقائق علمية تتعلق بتركيبه واستنباته واستعماله في قضايا لا يدركها إلا مختص. وفي حديثه عن الحيات يتطرق إلى تكوينها والحديث عن جلدها وسرعتها وطولها وأنواعها وطعامها وتلاقحها وأصنافها والمداواة بالسم وأعداء الحية ووسائل الدفاع عنها في سرد علمي دقيق يعبر عن قدرته العلمية وعمق معارفه ودقتها، وحديثه عن الماء ومشاكله والتلوث وأسبابه ما يعجز عن الوصف ويشهد بقدرته العلمية وسعة اطلاعه وعمق نظرته إلى الحياة والكون.
واهتم عيَّاش بالمعارض الثقافية وأقام عدداً منها في دير الزور ومنها:
1. معرض الصور عن البلاد العربية 1946، وذلك في نادي البيت الثقافي وقد افتتحه محافظ دير الزور آنذاك مكرم الأتاسي.
2. معرض الكتاب الفراتي 1960، وافتتحه محافظ دير الزور آنذاك عدنان عثمان.
3. معرض الطوابع 1962، محافظ دير الزور عاطف العجلاني.

وقد زار بلاداً كثيرة عربية وأجنبية، كالعراق والكويت والأردن ومصر وتركيا وأوروبا والاتحاد السوفياتي على نفقته الخاصة وكان صوتاً عالياً من أجل رفع شأن مدينته دير الزور حيث يقول: «ما فتئت من ربع قرن أطالب المسؤولين عن طريق مقالاتي في الصحف السورية وفي مجلة صوت الفرات بإنشاء المدارس ودور الكتب وإشراك أبناء الفرات في البعثات التعليمية».
أحب عبد القادر عيّاش مدينته دير الزور وسعى إلى معرفة تاريخها حيث يقول «لقد حزّ في نفسي أن تبقى دير الزور مسقط رأسي وذات الدور الكبير في تاريخ وادي الفرات وذات الأهمية في دنيا العرب بلا تاريخ مكتوب حتى اليوم وقد شمل التاريخ كل شيء في حياة الأقوام لكن دير الزور اليوم في عصر ما قبل التاريخ»،  كما قال: «لو أن دير الزور وعت جيداً موقعها ودورها والظروف التاريخية التي عاشتها لكان تطورها أسرع وأوسع، ولأصبحَت حاضرةً عربية بحق تستفيد وتفيد، وعندي أن أهم سبب في نقص إدراك دير الزور لأهمية دورها هو أن ليس لأبنائها حس بتاريخهم وهم يزهدون به أشد الزهد لجهلهم إياه»، وهو يؤكد باعتقاد العالم الحصيف أن دير الزور ذات تاريخ عريق ويسعى من خلال مطالعته وتنقيبه المستمر لتأكيد هذا الرأي ويقول واثقاً «ليست دير الزور بلا تاريخ كما يتوهم أبناؤها والآخرون إن لها تاريخاً طويلاً حافلاً بالكفاح والبطولات جديراً بأن يكتب ويستفاد منه إنه لم يكتب بعد وقد آن وقت كتابته».
وكان عبد القادر عيّاش يحترم ويجلّ كل من يكتب عن وادي الفرات إذ وصف صديقه أحمد وصفي زكريا بألطف العبارات لأنه كان قد كتب عن وادي الفرات إذ يقول: «ستعرف الأجيال العربية الآتية فضل أحمد وصفي زكريا وتذكره بما يليق به حين تخلص تلك الأجيال للعلم والبحث وتجدّ للتعرف على تاريخها». كما بعث يشكر الأديب إلياس غالي الذي ترجم كتاب مسامرات الأموات للكاتب الفراتي لوقيانوس السميساطي المتوفى سنة 190 ميلادية، وكان يجمع كل ما كتب عن دير الزور حاضرة وادي الفرات وقد نقل ما كتبه أحمد وصفي زكريا بدير الزور عام 1916 وما كتبه المهندس وجيه الجزار عام 1922 وما كتبه غسان الشريف وفريد جحا وخليل هنداوي.

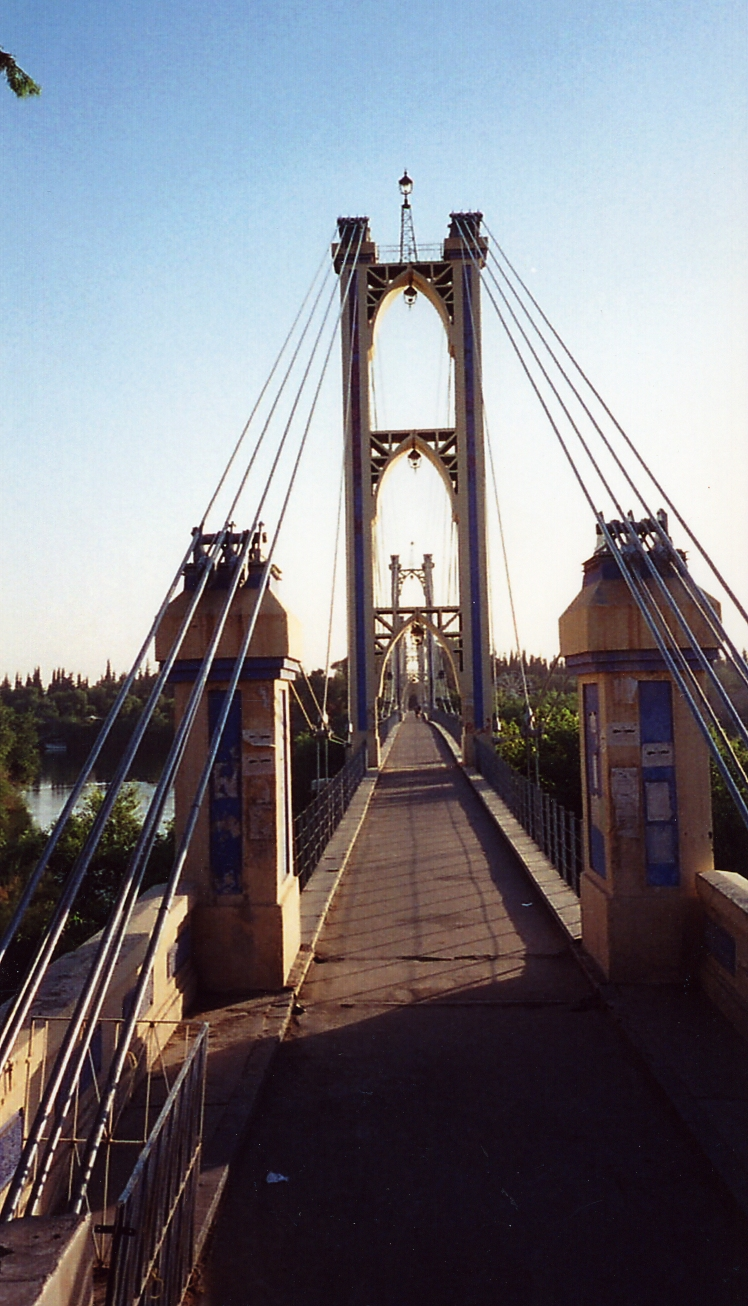
جسر دير الزور المعلق.

لقد أحب دير الزور وكل ما تركه شاهد لهذا الحب وهو القائل: «لقد ارتبطت بقضايا هذا الوادي أشد الارتباط وأوثقه لقد محضته كل حبي إنه وطني الأصغر على أديمه ولدت ودرجت»، وكان يحض على التعليم وفتح دور النشر والثقافة وكل ما ينعكس على تنمية مدينته حيث يقول: «إنه لعار كبير يلحق بالديريين والإدارة المحلية بقاء دير الزور قاعدة الفرات ومنارته الحضارية خالية حتى اليوم من دار نشر ومن مطبعة حديثة ومن مؤلفات عن المنطقة ومن صحيفة محلية أعتبر فقدانها من أكبر أسباب تخلف دير الزور، إن دير الزور قلب الفرات النابض وحصن الوطنية فيه عقها أبناؤها ولم ينصفها الكتاب السوريون فلم يكتبوا عنها وبقيت مجهولة رغم ما قامت به من نشر الحضارة والوعي الوطني والروح القومية في وادي الفرات، وبرغم كفاحها المستعمر التركي والإنكليزي في أقسى الظروف».
كما طالب بإقامة المصانع والمعامل على جانبي الطريق بين دير الزور وحلب لتنمية دير الزور ورفع مستوى دخل أبنائها، حيث يقول: «ولن يبعد الزمن الذي تشاهد فيه مختلف المصانع على جوانب الطرق تقوم على تصنيع الحاصلات الزراعية والحيوانية المحلية الوافرة للاستهلاك المحلي الداخلي وللتصدير، مصانع للمعلبات ومعامل للحليب المكثف والمجفف وللجبن وللزبدة ومعامل للزيوت النباتية ومصانع للورق والجلود والنسيج والسجاد والاسمنت ومواد البناء وغير ذلك»، كما طالب في العهود السابقة بتعبيد طريق دير الزور حلب وتزفيتها والعناية بها وتوسعتها لتصبح أوتوستراد وتحقق له ذلك بعد سنين طويلة.
وما فتئ يدعو أهالي دير الزور وينصحهم بتأسيس مشاريع صناعية وتجارية لرفع مستوى معيشتهم والنهوض بمدينتهم حيث يقول: «ولقد دعوت الأهلين مراراً إلى تأسيس صناعات ومزارع جماعية ومداجن وإلى الاستفادة من أسماك الفرات وهي ثروة هامة مع افتقارنا الشديد إلى استغلالها، ودعوات إلى تشجير المنطقة ومكافحة القذارة وأكل البزر في الشوارع ودور السينما والمحلاّت العامة لأنه بصاق متواصل ويسيء إلى الذوق العام ومناف للتهذيب»،  وقد حارب البدع والخزعبلات والعادات التي أسهمت في تخلف المدينة ويدعو إلى تركها والتحرر منها ومثال عليها بدع المآتم وتقاليد الوفاة بدير الزور حيث يقول: «إن تقاليد الوفاة في دير الزور قاسية ومبالغ فيها لم تسمع نقداً لهذه العادات واحتجاجاً عليها وقف الرجال في دير الزور منها موقف المتفرج ووقفت السلطة موقف من لا يهمه الأمر، تقاليد الوفاة عندنا جاهلية مضرة مسرفة مضيعة لأوقاتنا، الوجاهات الرخيصة هي التي ترعاها وتتمسك بها والرجعيون يسيرون وراء مواكب الجنازات في الوقت الذي لا تعرف موكب علم وأدب، حريٌ بها نبذ التقاليد المضرة وممارسة تقاليد عصرية مفيدة».
ويبرر عبد القادر عيّاش انتقاداته الكثيرة لأبناء مدينته بكونه يحبهم ويحرص على مصلحتهم حيث يقول:
| عبد القادر عياش | لئن كنت كثيراً ما أنقد تقصير الديريين بحق منطقتهم وتاريخهم فلأني أحبهم بكل تأكيد فهم أهلي وقومي ولا أقصد التشهير بهم وإنما إيقاظهم وحثهم إني أرتب عليهم مهمة كبيرة حضارية وفكرية لواديهم وحاضرتهم بلدهم إني أحب منطقتي حباً زائداً أعيشها وأعيش لها وقفت جهودي ووقتي ومالي وتفكيري على خدمتها منذ أربعين سنة إلى اليوم ومدى حياتي حسبي أني مجنون وادي الفرات كما أطلق علي بعض أصدقائي وأطلقت زوجتي علي شهيد وادي الفرات وأموت وفي نفسي أشياء من وادي الفرات. | عبد القادر عياش |

## مؤلفاته
لقد نذر عبد القادر عيّاش حياته لمدينته التي أحبها، ولأجل تحقيق حلمه في التأريخ للفرات تخلى عن وظيفته وترك مهنة المحاماة ليتفرغ للكتابة والتأريخ، وقد نشر عبد القادر عيّاش 117 بحثاً وكتيباً على نفقته في مجال التاريخ والفولكلور والأدب، وقد تراوح عدد صفحات كل بحث من هذه البحوث بين 20 صفحة و 200 صفحة، ولم تغفل هذه البحوث أي شاردة أو واردة عن وادي الفرات ومجموع صفحات هذه الأبحاث تصل إلى 2800 صفحة لو جمعت لخرجت ضمن عدة مجلدات تحوي كل ما يمس وادي الفرات من تاريخ وجغرافيا وثقافة وتراث، ومن بعض عناوين هذه البحوث:
| - الطير في حياتنا وتراثنا. - إصابة العين ورد فعلها. - فيضان نهر الفرات وأضراره. - الأيمان الشعبية في الفرات. - القرية في وادي الفرات السوري. - الأزهار وظاهرة خلو وادي الفرات منها. - تقاليد الوفاة بدير الزور. - استقبال المولود بدير الزور. - الحلي والوشم والتبرج. - الفنون الشعبية في دير الزور. - وادي الخابور. - الأسطورة في حياة الشعوب. - الأدعية الشعبية. - الحية في حياتنا وتراثنا. - كتابات من الفرات. - أنا والفرات. - مصطلحات وتعابير في لغة القوانين. - الأسرة في وادي الفرات. - المدن الفراتية القديمة في الإقليم السوري. - التاريخ السياسي لوادي الفرات السوري. - تقاليد وعادات من وادي الفرات. - رحالة عرب وإفرنج زاروا الفرات. - أسماك الفرات ثروة هامة ضائعة. - طرق المواصلات بمحافظة دير الزور. - المتاحف. - دنيا الولد بدير الزور. - المباني العامة بدير الزور. - وسائل النقل بمحافظة دير الزور. - على هامش الفكر في دير الزور. - الحدائق العامة. | - فواضل المجالس الأدبية على الأدب والثقافة. - العصا في حياتنا وتراثنا. - الذئب في حياتنا وتراثنا. - الملح في حياتنا وتراثنا. - البئر في حياة العرب قديماً وحديثاً. - المرداسيون في وادي الفرات. - الزواج في دير الزور. - سكان وادي الفرات في الإقليم السوري. - الحصى في حياة العرب. - اليد في حياتنا وتراثنا. - الحماسة في حياتنا وتراثنا. - حضارة وادي الفرات. - من ملامح وادي الفرات في القديم والحديث. - المرأة في وادي الفرات. - البيت في حياة العرب. - نباتات بادية الفرات وأهميتها الاقتصادية ومنافعها الطبية. - دور الفراتيين السوريين في الأدب العربي القديم. - المدارس بمدن الفرات وقراها. - الطفولة في وادي الفرات. - الزاد الحضاري للشعب في الفرات. - وادي الفرات في الإقليم السوري. - مأثورات شعبية من وادي الفرات. - تقديس الماء وعبادة القمر وآثارهما في الفرات. - موقعة صفين بمنطقة دير الزور. - عبارات السلوك عند أبناء دير الزور. - الخبز في دير الزور. - الأخلاق والعادات والمعتقدات بدير الزور. - دير الزور حاضرة وادي الفرات. - حاجة محافظة دير الزور إلى مزيد من الموارد. - نهرا الخابور والبليخ في الإقليم السوري. | - التبغ في حياة الناس. - أبرز أماكن الآثار في وادي الفرات السوري. - الغناء الشعبي في وادي الفرات. - مؤنة البيت في دير الزور. - معجم المؤلفين السوريين في القرن العشرين، وطبع بعد وفاته أيضاً سنة 1985 في دار الفكر في دمشق. - أبو فراس الحمداني. - ديارات الفرات. - الموسوعة الفراتية. - الانية والمواعين في دير الزور. - لمحات تاريخية عن دير الزور. - ماري عروس الفرات الأوسط. - الرصافة حصن بادية الفرات. - عبد الله بن طاهر والي الرقة. - الفولكلور في وادي الفرات. - محافظة الرقة قلب الجزيرة الفراتية. - التداوي المحلي. - حيوانات بادية الفرات. - المعتقدات الشعبية في وادي الفرات. - الأسرة في الفرات. - أمثال دير الزور. - الترانيم الفراتية للأطفال. - طيور بادية الفرات. - مؤونة البيت بدير الزور. - البيت في دير الزور. - المقاهي والدواوين في دير الزور. |

وقد طبعت وزارة الثقافة السورية معجم المؤلفين السوريين الذي ألفه الأستاذ عبد القادر عيّاش عام 1982، كما أصدرت مديرية التراث الشعبي بالوزارة 3 مختارات من أعماله.

## عضويته
كان عبد القادر عيّاش عضواً في الكثير من الجمعيات واللجان الاجتماعية والأدبية والثقافية ومنها:
1. رئيس المجلس الأعلى لرعاية الفنون والآداب والعلوم الاجتماعية في الجمهورية العربية المتحدة سنة 1961.
2. مؤسس متحف التقاليد الشعبية بدير الزور ومالكه.
3. مؤسس فرع جمعية العاديات في دير الزور ورئيسها عام 1957.
4. عضو جمعية البحوث والدراسات.
5. عضو لجنة الفنون الشعبية في المجلس الأعلى لرعاية الفنون والآداب والعلوم الاجتماعية في سورية.
6. عضو اتحاد الكتاب العرب.
7. عضو جمعية الأبحاث العلمية بحلب.
8. عضو الجمعية الجغرافية بجامعة دمشق.

## قالوا عنه

هكذا عرفتهم، خواطر عن أناس أفذاذ عاشوا بعض الأحيان لغيرهم أكثر مما عاشوا لأنفسهم، جعفر الخليلي.
[https://archive.org/details/malayyash_yahoo_55/mode/2up?view=theater طالع الكتاب.

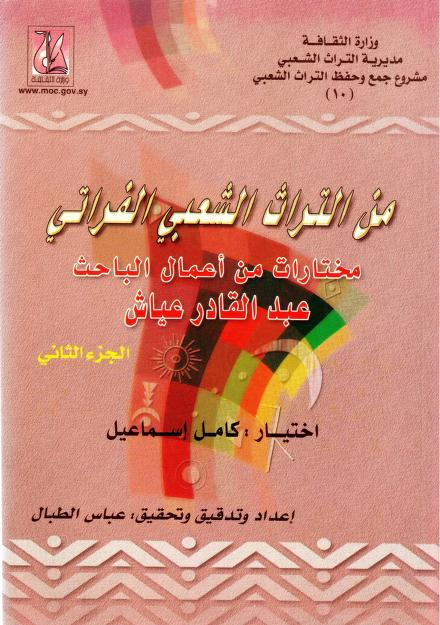
كتاب من التراث الشعبي الفراتي، الدواوين (المجالس)، مختارات من أعمال الباحث عبد القادر عياش.
[https://archive.org/details/TurathFurati/page/n3/mode/2up?view=theater طالع الكتاب.

- المؤرِّخ فيليب حِتِّي من جامعة برنستون: عزيزي الأستاذ عبد القادر عيّاش رجعت إلى مقرِّي ورأسي محشو بتذكارات ومقابلات مع الأدباء ومع أساتذة ورجال الحكومة، لكن تلك المقابلة المتواضعة في دمشق مع فرد من بني قومنا في زاوية جغرافية نائية شاذ عن القاعدة، إذ لا يكرس وقته وقوله وماله لنفسه ولذويه، بل يضع نفسه في خدمة أبناء بلدته ووطنه دون تعويض سوى لذة الخدمة والفائدة... حقاً إن تلك المقابلة لم يزل أثرها حياً مستحباً في ذاكرتي وسيبقى كذلك إلى أمد بعيد، فهنيئاً لك في عملك وأنت لا تحتاج إلى تنشيط فيه والأمل في شعبنا لا يزول ما دام فيه أمثالك.[34][35]

- الأديب فاضل سفان: معطيات العلامة عبد القادر عيّاش استوعبت كل مناحي الحياة الإنسانية بالإضافة إلى خصوصيتها المتفردة التي وصلت إلى حد الإعجاز في استقصاء كل ما يخص وادي الفرات وحاضرته دير الزور على وجه الخصوص، هذا العشق الخالد يستحق منا أن نقف وقفة إكبار وتقدير لأنها تمس كل فرد منا وتبارك كل حبة رمل في وادي الفرات.[24][36]

- الأديب والصحفي العراقي جعفر الخليلي: عرفت عبد القادر عياش معرفة جيدة، وعلمت أنه من الرهط القليل الذين يعملون بدون ضجة وبدون إعلان ودعاوة لأنفسهم، وأن ما ورثه من أبيه «وكان أبوه تاجراً» وما يكسبه من محاماته كان ينفقه على صحيفته التي جعل منها صحيفة خاصة تعنى بالفلكلور والعادات والتقاليد.[37] نعي عبد القادر عياش وكان لهذا النعي أبلغ الأثر في نفسي، وأشد العمق في قلبي، وقد ودعت ذكراه العزيزة بأغلى دموعي وأسخاها، فقد بكيته على قدر ما كان له في نفسي من مودة ومحبة، وان ما كان له في نفسي من المودة والمحبة لشيء كثير، ولا أحسبني سأنساه يوماً ما دمت حياً.
- الأستاذ فريد جحا: لقد رأيت العجب حقاً في دار المحامي عبد القادر عيّاش، هذا الرجل إنسان بكل معنى الكلمة، يحب مدينته، وقد كتب عنها مجلدات كثيرة مطبوعة ومخطوطة وقضى أكثر حياته التي قاربت الخمسين في القراءة والبحث والتقصي عن تاريخ وادي الفرات، وأنشأ مكتبة جيدة ومتحفاً شعبياً قال كل من زاره من مسؤولين وأدباء وفنانين وأجانب إن فيه أشياء كثيرة تستحق التقدير.[38]

- الأديب المهجري نظير زيتون: أنت محام وأنت موسوعة تاريخية اقتصادية اجتماعية شعبية للفرات، وأنت بهذه الموسوعة البكر التي لم تطرقها أقلام الكتاب، سفير فكري روحي للفرات ندبته العناية الحكيمة للتنقيب عن تاريخ ضاع في مجاهل التاريخ.[6]

- الباحث عبد الرحمن الحلبي: لم تخلُ الساحة العربية من أناسٍ أنكروا ذواتهم خدمة لوطنهم ومجتمعهم، وقد كان منهم المحامي والباحث التراثي عبد القادر عيّاش.[38] حب الوطن وإنسانه وأنهاره وغدرانه، وسهوله وحيوانه، وطيره وزواحفه، وجباله وباديته، وسمائه بشمسها وقمرها ونجومها ومجرّتها.. هذه المعالم والرموز مرّ بها عيّاش في تضاعيف عطائه النظري، ثم أمسك بأيدينا ليضعنا في عطائه التطبيقي ورحاب المتحف الذي أنشأه في منزله للتقاليد الشعبية المتوارثة في بلده دير الزور.[39] علماء الآثار ينقبون بتؤدة متناهية ليستخرجوا من بين ركام الزمن وثيقة ما، ثم يعكفون على دراستها وتحليلها للاستدلال منها على مرجعيتها، وعبد القادر عياش في مجاله «الفلكلوري» كان أشبه بمنقبي الآثار في توثيق ما يحوزه بالصبر والمثابرة والبحث والمتابعة عما خلّفه الزمن الشعبي في ميدان بحثه الماثل حصراً في المنطقة الشرقية من سورية انطلاقاً من المدينة التي شهدت طفولته وصباه وشبابه وكهولته وشيخوخته ووفاته دير الزور.[40]
- الدكتور صالح الأشتر: لقد سد في منطقة الفرات ثغرة كبيرة لم يسدها غيره.[35]

- الدكتور عمر الدقاق: رأيت في بحوثه ومتحفه وثقافته نمطاً جديداً، لا يدانيه سوى القلة من العلماء والمستشرقين، وإن بيته عبارة عن متحف ومكتبة سعدت بزيارتها مستمتعاً بنتاج هذا العالم وأطايب بحوثه البكر.[34]

- الدكتور عبد السلام العجيلي: في معرض حديثي عن جهود متصلة لفرد واحد من أبناء وادي الفرات المعاصرين ربط نفسه بعملٍ هام ومضن هو تقصي جوانب الحياة الحاضرة والمنقرضة في هذا الوادي وتدوينها في دراسات متلاحقة تاريخية وأدبية وفلكلورية هذا الفرد هو الأستاذ عبد القادر عيّاش من دير الزور وهي حاضرة وادي الفرات في هذه الأيام أصلاً وإقامةً.[41] ترك لنا الأستاذ عبد القادر عيّاش ذخيرة كبيرة من الكتابات التي يمكن اعتبارها موسوعة تبحث في تاريخ وادي الفرات وجغرافيته وحضارته من مختلف جوانبها وفي مختلف اطوارها، وعدا عن الصفة الموسوعية لهذه الكتابات فإنها تتميز بكونها عملاً منفرداً سد ثغرة في معارفنا عن وادي الفرات لم يتعرض أحد قبله إلى سدها.[42]
- الدكتور عدنان الخطيب: أحب دير الزور حاضرة الفرات حيث رأى النور لأول مرة، وكانت على أرضها مدارج طفولته، وعلى شطآن الفرات مرابع صباه، فهام بها حباً حتى غدا أريج ترابها يغذوه وعبير طرفائها ينشيه، ولما شب وفي دينه لوادي النهر العظيم فوقف جهوده وما ورثه وما جناه من مال على خدمة هذا الوادي، ناشطاً في دراسة تاريخه هاوياً جمع آثار من أقاموا فيه دائباً على البحث والتنقيب عن عادات وتقاليد المعاصرين والغابرين من أهل الفرات، مدوناً ما يجتمع لديه من أعراف ومفاهيم تتصل بحياتهم الشعبية، فإذا صنفها أخرجها للناس في كتيبات أطلق عليها اسم سلسلة تحقيقات فلكورية من وادي الفرات، وقارئ هذه البحوث يجد فيها لمحات تاريخية عما ورثه أهل الفرات عن أسلافهم من عادات وتقاليد كما يجد فيها صوراً رائعة ووصفا ممتعاً لحياة الناس في بيوتهم وفي معايشهم وفي مزارعهم وحقولهم الممتدة على شواطئ الفرات الخصب والثروة في كل من سورية والعراق.[6]

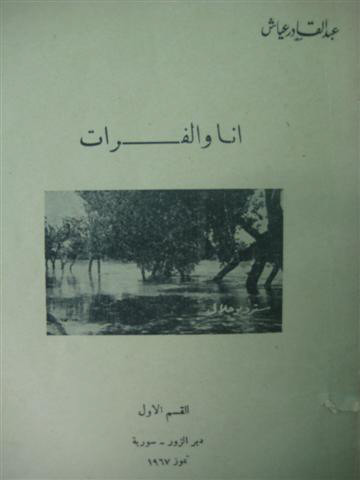
كتاب أنا والفرات للأستاذ عبد القادر عيّاش 1967.

- الشاعر محمد عبد الغني حسن:[43][44]

- شاعر دير الزور محمد الفراتي: عرفت الأستاذ عبد القادر عيّاش منذ نعومة أظفاره مثالاً للحركة الدائمة والعمل المتواصل والبذل بسخاء، وهذا يدل على حب الأستاذ عيّاش لوطنه والذي لا يكاد ينازعه فيه منازع.[45]

- الأستاذ كامل إسماعيل: كان منزله عبارة عن متحف للتقاليد الشعبية، هذا إلى جانب مكتبة كبيرة غنية بالمراجع.[8]
  - كان عبد القادر عيّاش يدرك ببعد نظره أن ما نعيشه اليوم ونعتبره حقيقة أبدية، ليس بهذه الصفة، وأن عجلة الزمان تدور وتطوي معها أنماط تفكيرنا وسلوكنا وعاداتنا وتقاليدنا والأدوات التي نستخدمها في حياتنا اليومية، فلا بد من تسجيل وقائع هذه الحياة بكل تفاصيلها.[46]
- الدكتور محمود رمزي: يعتبر الاستاذ عبد القادر عيّاش الرائد الأول في ميدان التأريخ والكتابة في وادي الفرات، فهو لم يترك طيلة حياته المعطاء جانباً من الجوانب التي تخص هذا الوادي وسكانه ومدنه واثاره وحضاراته إلا وخصص له جزءاً هاماً من كتاباته وأبحاثه الكثيرة التي أنجزها بدافع حبه للبحث العلمي ولبلده، ونشر كل ما من شأنه التعريف بهذا البلد وبسكانه وبحضارته والرفع من شأنه وشأنهم، معينه في ذلك، ثقافة واسعة، وهمة عالية، وروح متابعة لم ينلها في يوم من الأيام كللٌ أو ملل.[1]

## وفاته
توقفت مسيرة عبد القادر عيّاش الأدبية في 8 حزيران عام 1974 بعد أن أحيا تراثاً مهملاً ومهدداً بالضياع والزوال، وقد وصفه الرئيس حافظ الأسد في برقية العزاء التي أرسلها لذويه بفقيد الوطن.
لقد عَشِقَ العيّاش منطقة وادي الفرات وكرس حياته من أجلها، ومن أجل مدينته «دير الزور» التي أحبها وسرى حبها في دمه حتى أضحت جزءاً لا يتجزأ من كيانه، رحل العيّاش وفي قلبه حباً كبيراً لمدينته وأمنيات كبيرة في بناءها وتطورها ورفعتها ووصولها وأهلها إلى المكانة التي يستحقون، حيث يقول في كتابه حضارة وادي الفرات: لن تكون لدير الزور شخصية ولن تدرك أهمية دورها ولن تصبح مدينة ما لم يكتب الجامعيون من أبنائها تاريخها ويترجموا للنابغين من أبنائها ويضعوا المؤلفات عن تطورها ومشاكلها وقضاياها وما لم يؤلفوا في صناعاتها وأحوالها وفنونها الشعبية، وما لم يقرأ أبناء دير الزور هذه المؤلفات وتكون في كل بيت من بيوتهم زاداً وذخراً يتوارثونه حافزاً لهم على حبها.

## معرض الصور

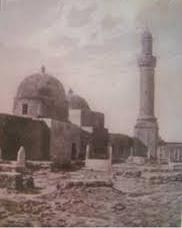
تكية الراوي في دير الزور
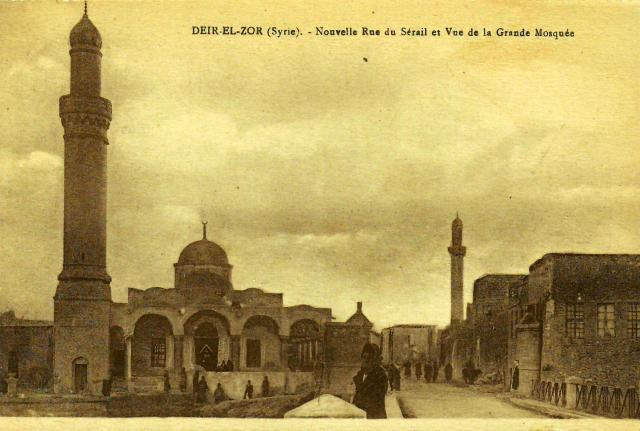
دير الزور في حِقبة الانتداب الفرنسي
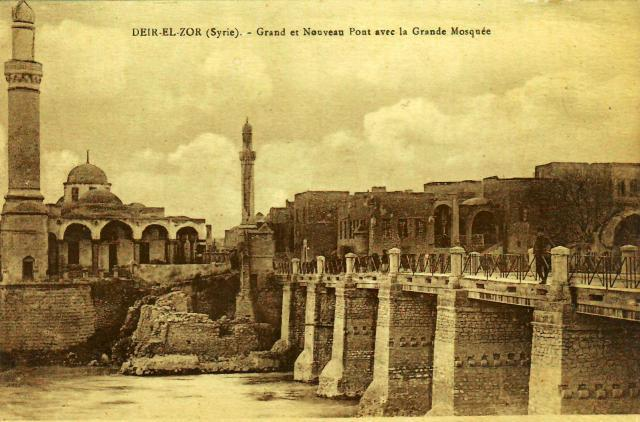
دير الزور في حِقْبة الانتداب الفرنسي
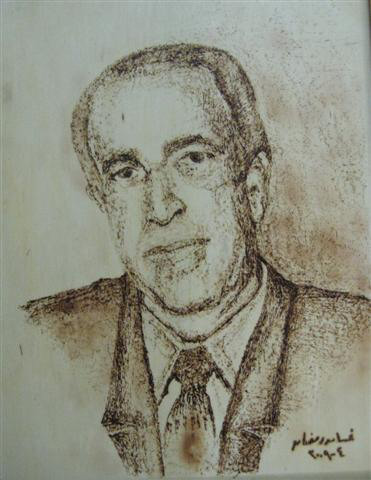
عبد القادر عيّاش
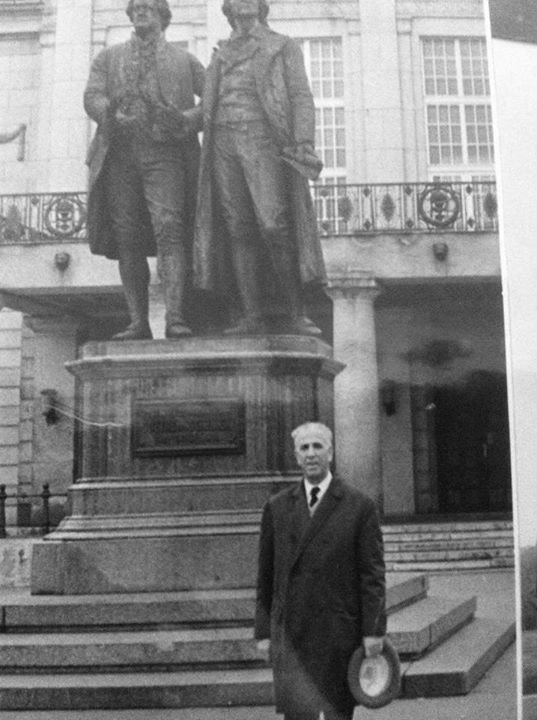
عبد القادر عيّاش

## وصلات خارجية
| - مجلة المعرفة. - صحيفة القدس العربي. - السيرة الذهبية - دير الزور. - ديوان الفراتي - الجزء الأول. | - تاريخ دير الزور. - اعدام بالجملة - فتح الله الصقال. - مجلة منارة الفرات. - جريدة الفرات. | - موقع سورية الإلكتروني. - الهيئة العامة للإذاعة والتلفزيون - سورية. - مجلة الأديب. - صحيفة الثورة. | - صحيفة البناء. - شبكة المعلومات السسورية القومية الاجتماعية. - موقع أزمنة. - صحيفة الوطن. |